# یون آندونی گویکوتکسا
یون آندونی گویکوتکسا (به اسپانیایی: Ion Andoni Goikoetxea) بازیکن فوتبال اهل اسپانیا است که از سال ۱۹۹۰ تا ۱۹۹۶ میلادی عضو تیم ملی فوتبال اسپانیا بوده و در ۳۶ بازی ملی حضور داشته‌است. او در بازی‌های ملی‌اش ۴ گل به ثمر رساند.